# ティベリウス・グラックス
ティベリウス・センプロニウス・グラックス（羅: Tiberius Sempronius Gracchus、紀元前163年 - 紀元前133年）は、共和政ローマの政治家。グラックス兄弟の兄。
護民官として当時の社会危機を乗り切る改革を唱えたが、元老院保守派やその支持派によって殺害された。グラックス兄弟以降、ローマは「内乱の一世紀」と称される時代に突入すると言われる。

## 略歴
紀元前163年、大グラックスとコルネリア・アフリカナの子として生まれる。弟はガイウス・グラックス。執政官クラス家系の彼らはノビレスである。
紀元前147年、ティベリウスはトリブヌス・ミリトゥムもしくはレガトゥスとしてスキピオ・アエミリアヌスの下、第三次ポエニ戦争に参加し、カルタゴの城壁を乗り越えるなどして活躍した。
紀元前137年、ティベリウスはクァエストルに就任し、執政官であったガイウス・ホスティリウス・マンキヌスの下、ヌマンティア戦争に従軍した。マンキヌス指揮のローマ軍はヌマンティア軍の前に連戦連敗を喫したが、ティベリウスが主導してヌマンティアとの和睦締結に漕ぎ着けて、多くの将兵の人命を助けた。テオドール・モムゼンは、このティベリウスの和平が元老院によって破棄されたことが、彼を反貴族社会的行動に走らせた原因の一つではないかとしている。

### 護民官
紀元前133年、ティベリウスは護民官に当選、コンティオ（集会）で「センプロニウス農地法」を提案した。プルタルコスによれば、この時の彼の演説は人々を熱狂させ、反対派をも黙らせたという。
この法案は「戦争初期に徴集された公用地で500ユゲラ（およそ310エーカー）以上のものを没収する」という法案で、法案で適用されうる大規模な公用地は大土地所有者が、場合によっては数世代にわたって、国から購入・移住、または借用するなど事実上私有地としている場合が多かった。また、ある意味では紀元前367年に公布されたリキニウス法を実行するものとも言える。

#### 元老院の反発
土地所有者の多い元老院はティベリウスの法案成立阻止のために動いた。ローマには護民官が複数おり、拒否権を持っていた。そこで元老院は護民官の一人であるマルクス・オクタウィウスを買収、グラックスがプレブス民会へ法案を出すたびに拒否するという手段に出た。これに対しティベリウスはオクタウィウスを民会投票で解任した。護民官による護民官の解任は過去に例がないものだった（護民官を含めたローマの政務官は、独裁官と最高神祇官を例外として、複数名が選出される。そして、同僚政務官や下位の政務官の決定に対する拒否権を有する。）。センプロニウス農地法が可決されると、ティベリウスが攻撃されるのを危惧した人々が彼を取り囲んで家まで送ったという。
そんな中、ペルガモン王国のアッタルス3世が没し王国をローマにゆだねると遺書に残した。これをティベリウスは法案のための財源として活用しようとする。しかもこの提案をケントゥリア民会・トリブス民会ではなくプレブス民会で可決してしまう（ホルテンシウス法によって、プレブス民会で可決された法律も他の民会で可決された法律と同等の有効性があった）。この行為は今まで海外の事例に携わってきた伝統のある元老院にとって衝撃的な挑発として受け止められ、ますますティベリウスと元老院は対立を深めていった。
また、オクタウィウス解任は平民の間にも彼に対する反発を引き起こした。元老院に配慮した政策は拒否されたが、民衆に対してはコンティオで弁明を行い、護民官再選運動の時には涙を流して支持を訴えたという。

### ティベリウスの最期
ティベリウスは革命当日早暁、占いを立てた。

しかしその結果は悪いものばかりだった。

家を出るとき、扉に足をぶつけて怪我をし、

カラスたちが叫び、彼の前に瓦を落とした。

しかしそれでも彼は議場へと向かい、

スキピオ・ナシカに殺害されてしまった。
ウァレリウス・マクシムス『有名言行録』1.4.2.

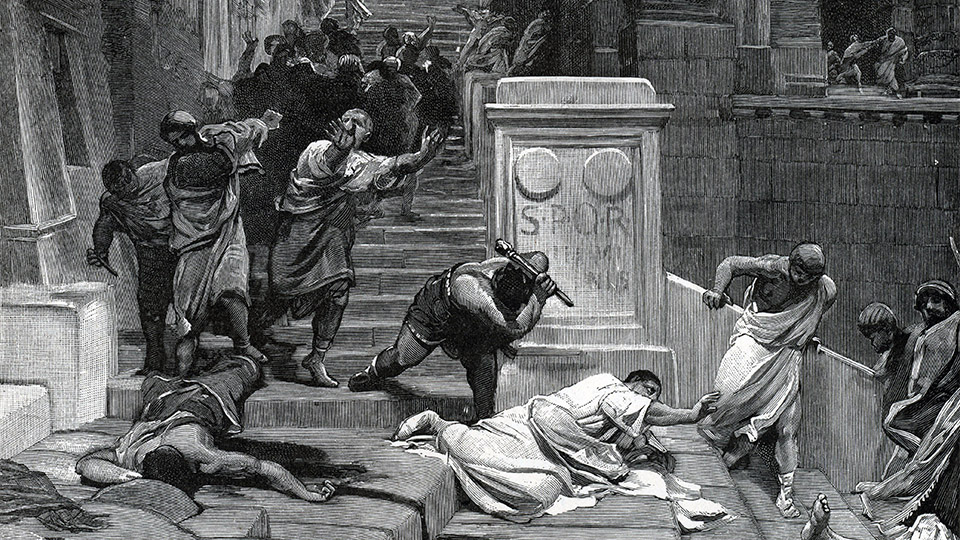
ティベリウス・グラックスの死

ティベリウスの再選運動は、アッピアノスによれば選挙初日では果たせず、2日目に延期したものの、反対派が粛清を叫んだ。プブリウス・ムキウス・スカエウォラ (紀元前133年の執政官)がこれを拒否すると、スキピオ・ナシカが手勢を引き連れ民会に乱入し、ティベリウスを暗殺したとされる。人々に支持されながらも再選を果たせなかったのは、やはり元老院による妨害が考えられる。
選挙の日、外出を控えるよう説得する従者を「アフリカヌスの孫で平民の代表たる護民官である自分が臆病者と敵に罵られるわけにはいかない」と振り切り、ティベリウスは護衛に守られながらフォルム・ロマヌムに現れ、その遺体はティベリス川に投げ込まれたという。
ティベリウスの遺志は、その10年後に護民官に当選した弟ガイウス・グラックスに継がれるが、元老院は元老院最終勧告によってガイウスを「共和国の敵」と宣言し処刑を命令。ガイウスは追っ手が迫っていることを知ると、配下の奴隷に自分を殺すよう命令し、その生涯を閉じた。兄の死から11年後のことである。